# Mordfall Sophie Toscan du Plantier
Der Mordfall Sophie Toscan du Plantier ist ein irischer Kriminalfall des Jahres 1996. Die französische Fernsehproduzentin Sophie Toscan du Plantier (geboren 1957 in Paris als Sophie Bouniol) wurde in der Nacht vom 22. auf den 23. Dezember 1996 auf dem Grundstück ihres Hauses in der kleinen, in der Grafschaft Cork gelegenen Ansiedlung Toormore auf brutale Weise ermordet. In Irland haben die polizeilichen Ermittlungen niemals zu einem Gerichtsprozess geführt. In Frankreich wurde der der Tat beschuldigte Angeklagte Ian Bailey 2019 in Abwesenheit zu 25 Jahren Haft verurteilt. Dem daraufhin gestellten Auslieferungsersuchen Frankreichs wurde von irischer Seite nicht nachgekommen. Der Fall wurde im Lauf der Jahre in zahlreichen teils dokumentarischen, teils fiktionalen Büchern und Filmen behandelt. 

## Die Vorgeschichte
Sophie Bouniol heiratete im Juni 1991 den Filmproduzenten Daniel Toscan du Plantier. Es war ihre zweite Ehe; aus ihrer ersten Ehe war ihr im Juni 1991 zehnjähriger Sohn Pierre-Louis Baudey hervorgegangen.
Seit Mitte der 1980er Jahre Pressesprecherin von Unifrance, wo sie auch Toscan du Plantier kennengelernt hatte, gründete sie 1994 ihre eigene Firma „Les Champs Blancs“, die auf die Produktion von Fernseh-Dokumentarfilmen, in erster Linie für Arte, spezialisiert war.
Ende 1992 kaufte sie ein im äußersten Südwesten Irlands, in der kleinen Ansiedlung Toormore gelegenes Haus. Dorthin zog sie sich von Paris aus sporadisch, vier- oder fünfmal pro Jahr, zu Erholungs- oder Arbeitsaufenthalten mit Familienmitgliedern oder Freundinnen zurück. Die spontan beschlossene Reise kurz vor Weihnachten 1996 trat sie aber ohne Begleitung an. Bereits am Heiligabend wollte sie zurück in Frankreich sein.

## Chronologie
20. Dezember 1996. Am Nachmittag des 20. Dezember 1996 kommt Sophie Toscan du Plantier mit dem Flugzeug in Cork an. Sie mietet am Flughafen einen Leihwagen und begibt sich mit dem Auto zu ihrem Haus im ca. 90 Kilometer entfernt gelegenen Toormore.
21. Dezember 1996. Nur für einige Einkäufe in der benachbarten Ortschaft Schull verlässt sie das Haus.
22. Dezember 1996. Am Nachmittag unternimmt sie einen ausgedehnten Spaziergang, der sie zum Haus des mit ihr befreundeten Ehepaares Tomi und Yvonne Ungerer am äußersten Ende der Mizen-Halbinsel führt. Nach der Rückkehr zu ihrem Haus fährt sie mit dem Auto zu einem Pub im nahegelegenen Crookhaven. Am frühen Abend fährt sie zurück und führt von ihrem Haus aus noch ein paar Telefongespräche, das letzte – kurz vor Mitternacht – mit ihrem Ehemann Daniel Toscan du Plantier.
23. Dezember 1996. Um ca. 10 Uhr findet Shirley Foster, die gemeinsam mit ihrem Partner Alfie Lyons das Nachbarhaus bewohnt, eine zunächst von ihr nicht identifizierte Leiche auf dem Grundstück des Hauses von Sophie Toscan du Plantier nahe der Zufahrtspforte. Foster und Lyons informieren telefonisch die Polizei, die um ca. 10:30 Uhr eintrifft. – Um ca. 11 Uhr trifft ein Arzt ein, der offiziell den Tod feststellt. Neben dem Körper der Toten befinden sich ein flacher Stein und ein Betonblock, die beide blutverschmiert sind und mit denen vermutlich auf den Kopf der bereits am Boden Liegenden eingeschlagen wurde. Die Art der Verletzungen sowie auch Blutspuren an der Eingangstür des Hauses deuten darauf hin, dass ihr zunächst, bevor sie zu fliehen versuchte, mit einem Messer oder einem scharfen Beil Schnittwunden zugefügt wurden. – Um ca. 12:30 Uhr identifiziert die Haushälterin Josephine Hellen die Leiche als Sophie Toscan du Plantier.
24. Dezember 1996. Um ca. 12 Uhr trifft ein Rechtsmediziner am Tatort ein, kann als vermutlichen Todeszeitpunkt aber nur die Nacht vom 22. auf den 23. Dezember bestimmen und lässt die Leiche in ein Hospital in Cork transportieren, wo eine Obduktion vorgenommen wird.
31. Dezember 1996. Auf dem Friedhof von Mauvezin, gelegen im südfranzösischen Département Haute-Garonne, findet die Beerdigung von Sophie Toscan du Plantier statt.

## Polizeiliche Ermittlungen, keine Anklageerhebung
Die polizeilichen Ermittlungen führten Anfang 1997 relativ schnell zur Identifizierung eines Tatverdächtigen – des seit 1991 in der Nähe von Schull lebenden Engländers Ian Bailey. Bailey, der im Haushalt der Malerin Jules Thomas lebte, verdiente seinen Lebensunterhalt mit Gelegenheitsarbeiten, war außerdem aber auch als Journalist tätig und hatte schriftstellerische und künstlerische Ambitionen. Die lokalen Polizeieinheiten der Garda Síochána waren früh auf Bailey aufmerksam geworden, da er Schürfwunden an den Händen und im Gesicht hatte, die zum Tathergang zu passen schienen, und da er gegenüber verschiedenen Personen vermeintlich glaubte damit prahlen zu können, er sei es gewesen, der „die Französin“ ermordet habe. Der entscheidende Hinweis kam Mitte Januar 1997 durch zunächst anonyme Telefonanrufe bei der Polizei, in denen eine Frau angab, sie habe von ihrem Auto aus in der Nacht vom 22. auf den 23. Dezember einen Mann unweit der Toormore-Siedlung gesehen. Es stellte sich heraus, dass diese Frau eine Ladenbesitzerin aus Schull war, und anhand der ihr vorgelegten Fotos bestätigte sie, dass es sich um Bailey gehandelt habe.
Bailey selbst begleitete in dieser Zeit bizarrerweise die Nachforschungen der Polizei durch eigene Zeitungsartikel und indem er sich nicht-lokalen Zeitungen als Kenner der Örtlichkeiten andiente.
Am 10. Februar 1967 und nochmals im Januar 1998 wurde Bailey in Polizeigewahrsam genommen, intensiv verhört und, nachdem er alle Vorwürfe abgestritten hatte, schließlich wieder freigelassen. Der Leiter der Anklagebehörde (in Irland: „Director of Public Prosecutions“) entschied sich angesichts der aus seiner Sicht zu schwachen Beweislage gegen eine Anklageerhebung.
Im Oktober 2005 kam es zu einer überraschenden Wende in dem Fall. Die Hauptbelastungszeugin widerrief ihre frühere, seit dem Januar 1997 einige Male bestätigte Aussage, sie habe Bailey in der Nacht vom 22. auf den 23. Dezember 1996 in der Nähe des Hauses von Toscan du Plantier gesehen. Hatte sie in der Zwischenzeit ausgesagt, Bailey hätte versucht, sie zum Widerruf ihrer Aussage zu drängen, so behauptete sie nun, Polizisten der Garda Síochána hätten sie von Anfang an unter Druck gesetzt, ihre Zeugenaussage zu machen.

## Klagen des Tatverdächtigen
Im Jahr 2003 erhob Ian Bailey Klage auf Schadenersatz gegen mehrere irische und britische Zeitungen wegen angeblicher Diffamierung seiner Person. Obwohl es im Prozess vor dem „Circuit Court“ in Cork in der Hauptsache nicht um den Mord an Sophie Toscan du Plantier ging, wendete sich der Prozessverlauf gegen Bailey, da seine wiederholt bewiesene Neigung zu Gewalttätigkeit von mehreren Zeugen, zurückhaltend auch von seiner Lebenspartnerin Jules Thomas, bestätigt wurde. Seine Klage wurde folglich im Januar 2004 abgewiesen. – Bailey ging daraufhin in Berufung. Zum Verfahren kam es im Januar 2007, das jedoch auf Antrag von Baileys Anwalt vor einem neuen Urteil abgebrochen wurde.
Im Jahr 2014 strengte Bailey einen weiteren Prozess an, diesmal mit Klage auf Schadenersatz gegen die irische Polizei wegen beleidigender Anschuldigungen und mehrmaliger unrechtmäßiger Festnahmen. Auch diese Klage wurde, im März 2015, abgewiesen und Bailey kein Schadenersatz zugesprochen.

## Der Prozess in Frankreich
Im Jahr 2008 wurde in Frankreich ein Ermittlungsrichter eingesetzt, der mit polizeilicher Unterstützung eigene Ermittlungen zur Tataufklärung einleitete, die zum Teil in Irland durchgeführt wurden. Im Ergebnis wurde Anfang 2010 ein Europäischer Haftbefehl an die irischen Instanzen übergeben, den unter dringendem Tatverdacht stehenden Ian Bailey an die französische Justiz zu übergeben. Nach zwei Jahre dauernden gerichtlichen Auseinandersetzungen entschied im März 2012 der Oberste Gerichtshof Irlands („Supreme Court“) auf Ablehnung des Europäischen Haftbefehls. – Diese Prozedur wiederholte sich in den Jahren 2016 (französischer Antrag auf Auslieferung) / 2017 (irische Ablehnung).
In der Folge kam es Ende Mai 2019 zum Prozess vor dem Pariser Geschworenengericht („Cour d’assises“) ohne den Angeklagten, Ian Bailey. Da nur zwei der zahlreich geladenen irischen Zeugen bereit waren, vor dem französischen Gericht auszusagen, war die Verhandlung auf nur eine Woche festgesetzt. Bailey wurde am 31. Mai 2019 in Abwesenheit zu einer Haftstrafe von 25 Jahren verurteilt. – Der daraufhin gestellte dritte Auslieferungsantrag wurde vom Dubliner „High Court“ im Oktober 2020 erneut abgelehnt.

## Weitere Entwicklung nach dem französischen Urteil
Zwei zeitlich parallel entstandene, aufwendig produzierte filmische Dokumentationen des Falles sorgten im Sommer 2021 für neue Aufmerksamkeit für den Fall: Die fünf-teilige TV-Serie Murder at the Cottage des irischen Regisseurs Jim Sheridan, die im Juni 2021 auf Sky Crime Premiere hatte, und die drei-teilige Netflix-Serie Sophie: A Murder in West Cork, die ab 30. Juni 2021 für Streaming verfügbar war.
Im August 2021 wurde die Situation nach dem Pariser Urteil und der erneuten Weigerung Irlands einer Auslieferung Baileys Gegenstand der Gespräche beim Besuch des französischen Staatspräsidenten Emmanuel Macron in Dublin. Macron sagte gegenüber dem irischen Taoiseach Micheál Martin, ein neues Gerichtsverfahren könne organisiert werden („could be organised“), wenn die verurteilte Person („the person condemned“) bereit sei, sich der französischen Justiz zu stellen. Von Baileys Anwalt wurde dies umgehend als kompletter Unsinn („total nonsense“) zurückgewiesen, und es kam wiederum zu keiner Auslieferung Baileys.
Am 21. Januar 2024 starb Ian Bailey, der – nach seinen anfänglichen dubiosen Selbstbezichtigungen – immer seine Unschuld behauptet hatte.
Ende 2024 wurden die Kleidungsteile, die Sophie Toscan du Plantier zum Tatzeitpunkt trug, an das FBI gesendet. Es besteht die Hoffnung, dass mittels neuer Technologien in der Analyse aus den Restspuren die DNA des Täters zu ermitteln sein könnte.